# Ligne Obama
La ligne Obama (小浜線, Obama-sen) est une ligne de train japonaise exploitée par la West Japan Railway Company (JR West) reliant Tsuruga dans la préfecture de Fukui à Higashi-Maizuru dans la préfecture de Kyōto. Cette ligne suit la cote longeant la mer du Japon.

## Caractéristiques

### Liste des gares
La ligne traverse les préfectures de Kyoto et de Fukui. Longue de 84,3 km, elle comprend 24 gares avec une distance moyenne de 3,67 km entre chaque gare.
La ligne Obama représentée par la couleur bleu foncé.
| Gare            | Nom japonais | Distance depuis Tsuruga (km) | Correspondances                                                                           | Ville    | Ville               |
| --------------- | ------------ | ---------------------------- | ----------------------------------------------------------------------------------------- | -------- | ------------------- |
| Tsuruga         | 敦賀         | 0                            | JR West : Shinkansen Hokuriku Ligne principale Hokuriku Hapi-Line Fukui : Hapi-Line Fukui | Tsuruga  | Préfecture de Fukui |
| Nishi-Tsuruga   | 西敦賀       | 3,3                          |                                                                                           | Tsuruga  | Préfecture de Fukui |
| Awano           | 粟野         | 7,7                          |                                                                                           | Tsuruga  | Préfecture de Fukui |
| Higashi-Mihama  | 東美浜       | 12,7                         |                                                                                           | Mihama   | Préfecture de Fukui |
| Mihama          | 美浜         | 17,9                         |                                                                                           | Mihama   | Préfecture de Fukui |
| Kiyama (ja)     | 気山         | 21,4                         |                                                                                           | Wakasa   | Préfecture de Fukui |
| Mikata          | 三方         | 24,7                         |                                                                                           | Wakasa   | Préfecture de Fukui |
| Fujii           | 藤井         | 27,3                         |                                                                                           | Wakasa   | Préfecture de Fukui |
| Tomura          | 十村         | 29,3                         |                                                                                           | Wakasa   | Préfecture de Fukui |
| Ōtoba           | 大鳥羽       | 33,3                         |                                                                                           | Wakasa   | Préfecture de Fukui |
| Wakasa-Arita    | 若狭有田     | 35,4                         |                                                                                           | Wakasa   | Préfecture de Fukui |
| Kaminaka        | 上中         | 38,8                         |                                                                                           | Wakasa   | Préfecture de Fukui |
| Shin-Hirano     | 新平野       | 43,3                         |                                                                                           | Obama    | Préfecture de Fukui |
| Higashi-Obama   | 東小浜       | 46,2                         |                                                                                           | Obama    | Préfecture de Fukui |
| Obama           | 勢浜         | 49,5                         |                                                                                           | Obama    | Préfecture de Fukui |
| Seihama         | 勢浜         | 53,2                         |                                                                                           | Obama    | Préfecture de Fukui |
| Kato            | 加斗         | 57,2                         |                                                                                           | Obama    | Préfecture de Fukui |
| Wakasa-Hongō    | 若狭本郷     | 61,8                         |                                                                                           | Ōi       | Préfecture de Fukui |
| Wakasa-Wada     | 若狭和田     | 65,7                         |                                                                                           | Takahama | Préfecture de Fukui |
| Wakasa-Takahama | 若狭高浜     | 68,9                         |                                                                                           | Takahama | Préfecture de Fukui |
| Mitsumatsu      | 三松         | 71,4                         |                                                                                           | Takahama | Préfecture de Fukui |
| Aonogō          | 青郷         | 73,5                         |                                                                                           | Takahama | Préfecture de Fukui |
| Matsunoodera    | 松尾寺       | 78,2                         |                                                                                           | Maizuru  | Préfecture de Kyōto |
| Higashi-Maizuru | 東舞鶴       | 84,3                         | JR West : Ligne Maizuru                                                                   | Maizuru  | Préfecture de Kyōto |

## Exploitation

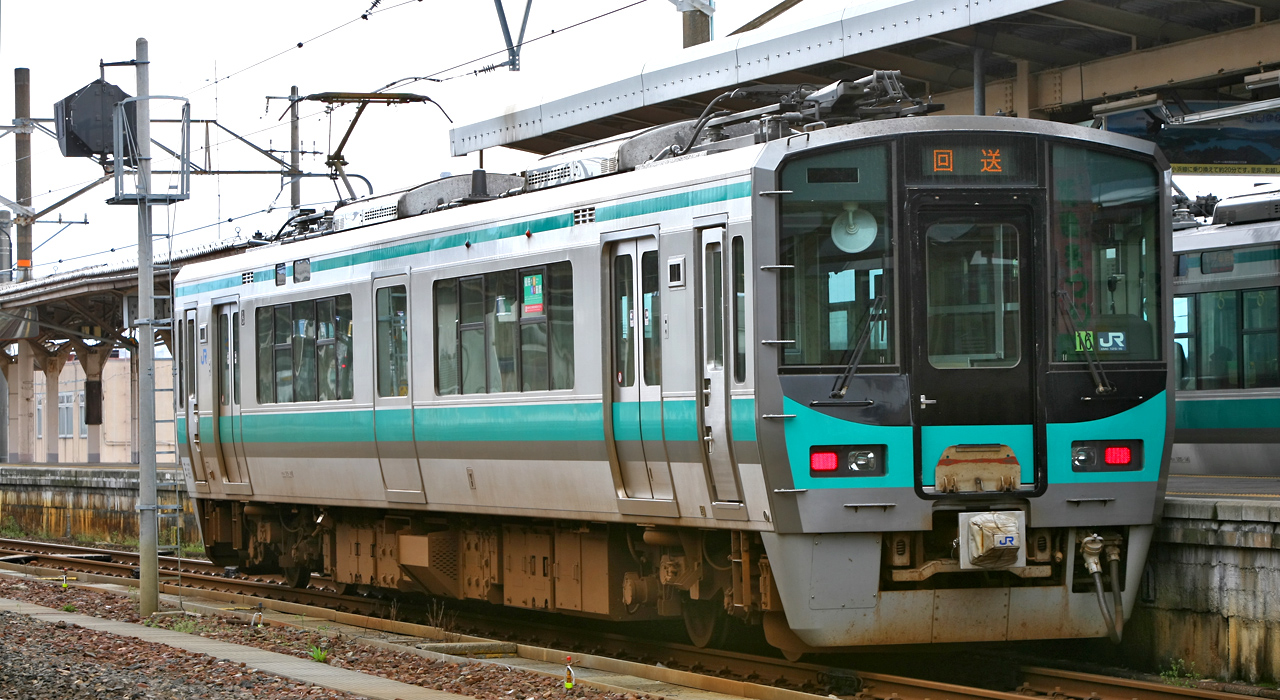
Locomotrice de série 125
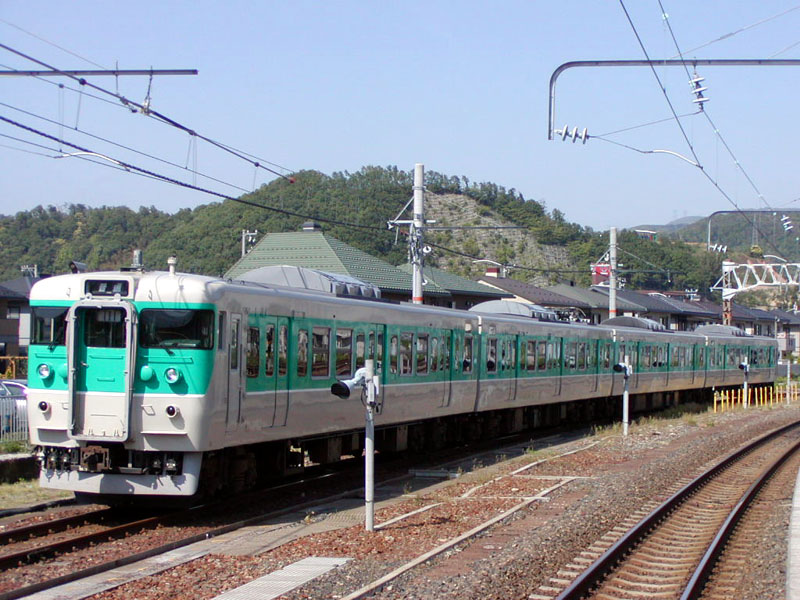
Locomotrice de série 113